# 蒂魯內爾維利
蒂魯內爾維利（坦米爾語：[tiɾɯnelʋeːli] ⓘ）是印度的城市，由泰米爾納德邦負責管轄，位於該國南部，距離首府清奈560公里，面積108平方公里，海拔高度47米，2011年人口474,838。

## 外部連結
- Tirunelveli City-Municipal Corporation